# Albillos
Albillos és un municipi de la província de Burgos a la comunitat autònoma de Castella i Lleó. Forma part de la comarca d'Alfoz de Burgos.

## Demografia
| Any  | Població |
| 1991 | 149      |
| 1996 | 162      |
| 2001 | 156      |
| 2004 | 197      |